# Vincenzo Costaguti
Vincenzo Costaguti (né en 1612 à Chiavari, dans la province de Gênes, en Ligurie, et mort le 6 décembre 1660 à Rome) était un cardinal italien du XVIIe siècle.

## Biographie
Vincenzo Costaguti était membre de la famille ligure des Costaguti ou Costaguta, dont le père Prospero a rempli diverses fonctions institutionnelles et gouvernementales à Rome en tant que sénateur, agent diplomatique pour la république de Gênes et gouverneur de la Confraternita di San Giovanni de' Genovesi (Confrérie de Saint-Jean de Gênes).
Sa famille a également été investie, en 1645, par le pape Innocent X, du titre de marquis de Spicciano, un petit village de Toscane niché au pied du mont Maglio, non loin de l'abbaye de Vaiano, sur le territoire de la commune de Castellina Marittima, dans l'actuelle province de Pise, et de seigneur de Roccalvecce, une petite localité près de Viterbe, qui doit au futur cardinal Vincenzo Costaguti la restauration de son église paroissiale, près du château.
Quittant la citadelle tigulline de Chiavari, après avoir obtenu son doctorat en droit civil et en droit canonique, Vincenzo Costaguti s'installe à Rome pendant le pontificat d'Innocent X, et est nommé protonotaire apostolique.
Élevé au rang de cardinal par le pape Urbain VIII lors du consistoire du 3 juillet 1643, il occupe le poste de secrétaire de la Chambre apostolique.
En 1648, il fait construire la Villa Bell'Aspetto, près de Nettuno, maintenant connue comme la Villa Borghese ou Villa Costaguti.
Les sources historiques mentionnent une rencontre avec la reine Christine de Suède, qui a eu lieu à Rome en décembre 1655, au cours de laquelle il a eu avec la souveraine des discussions profondes sur des questions d'histoire, de mathématiques et de musique, bien connues de lui.
Vincenzo Costaguti meurt à Rome en 1660, à l'âge de 49 ans.

## Source de la traduction
- (it) Cet article est partiellement ou en totalité issu de l’article de Wikipédia en italien intitulé « Vincenzo Costaguti » (voir la liste des auteurs).